# Epilissus morio
Epilissus morio là một loài bọ cánh cứng trong họ Bọ hung (Scarabaeidae).